# Château d'Agonac
Le château d'Agonac est un château français implanté sur la commune d'Agonac dans le département de la Dordogne, en région Nouvelle-Aquitaine.

## Présentation
Le château d'Agonac se situe dans le département de la Dordogne, au centre du bourg d'Agonac, en surplomb de la route départementale 3 et de la Beauronne.
C'est une propriété privée.

## Historique

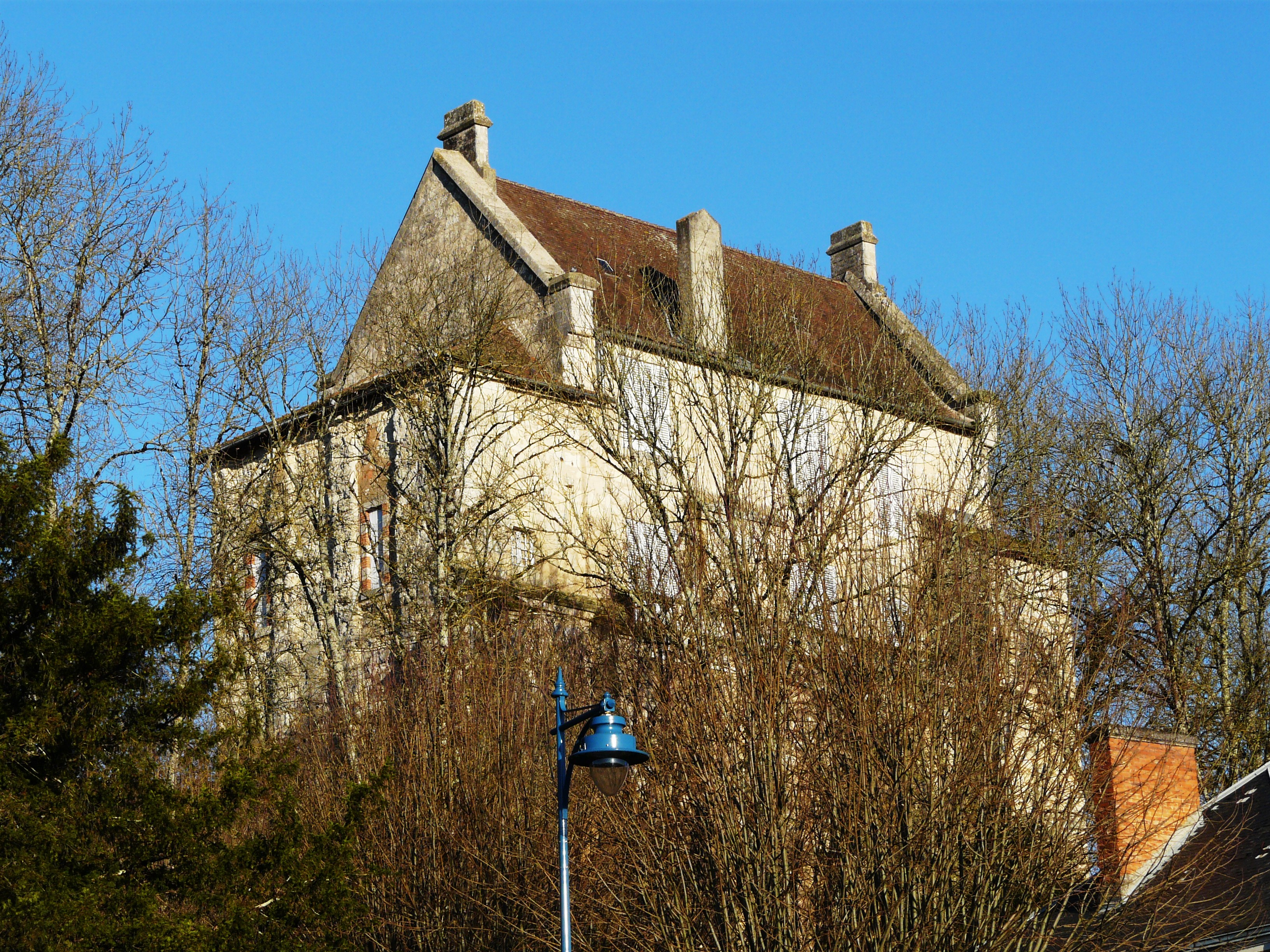
Le château vu depuis le bord de la Beauronne

Le château fort primitif, Castrum Agoniacum, résidence des évêques de Périgueux, aurait été érigé vers 980 par l'évêque, Frotaire de Gourdon, pour défendre Périgueux contre les Normands.
Les parties les plus anciennes du château actuel, vestiges de l'enceinte et du donjon, datent du XIIe siècle et la chapelle remonte au XIIIe siècle. Les autres bâtiments ont ensuite été modifiés entre le XVIe et le XIXe siècle.